# El Castellar (Teruel)

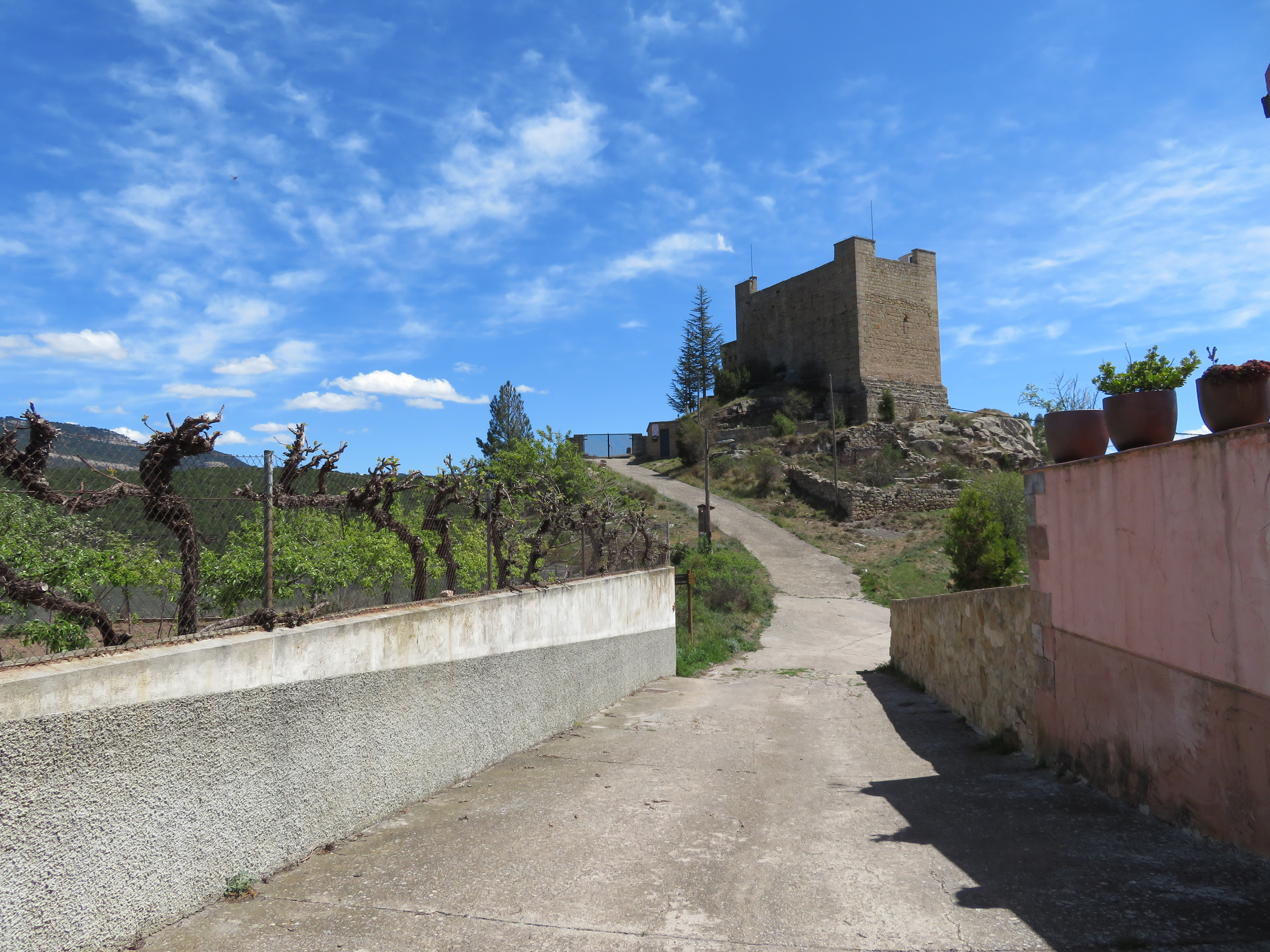
Castillo de El Castellar

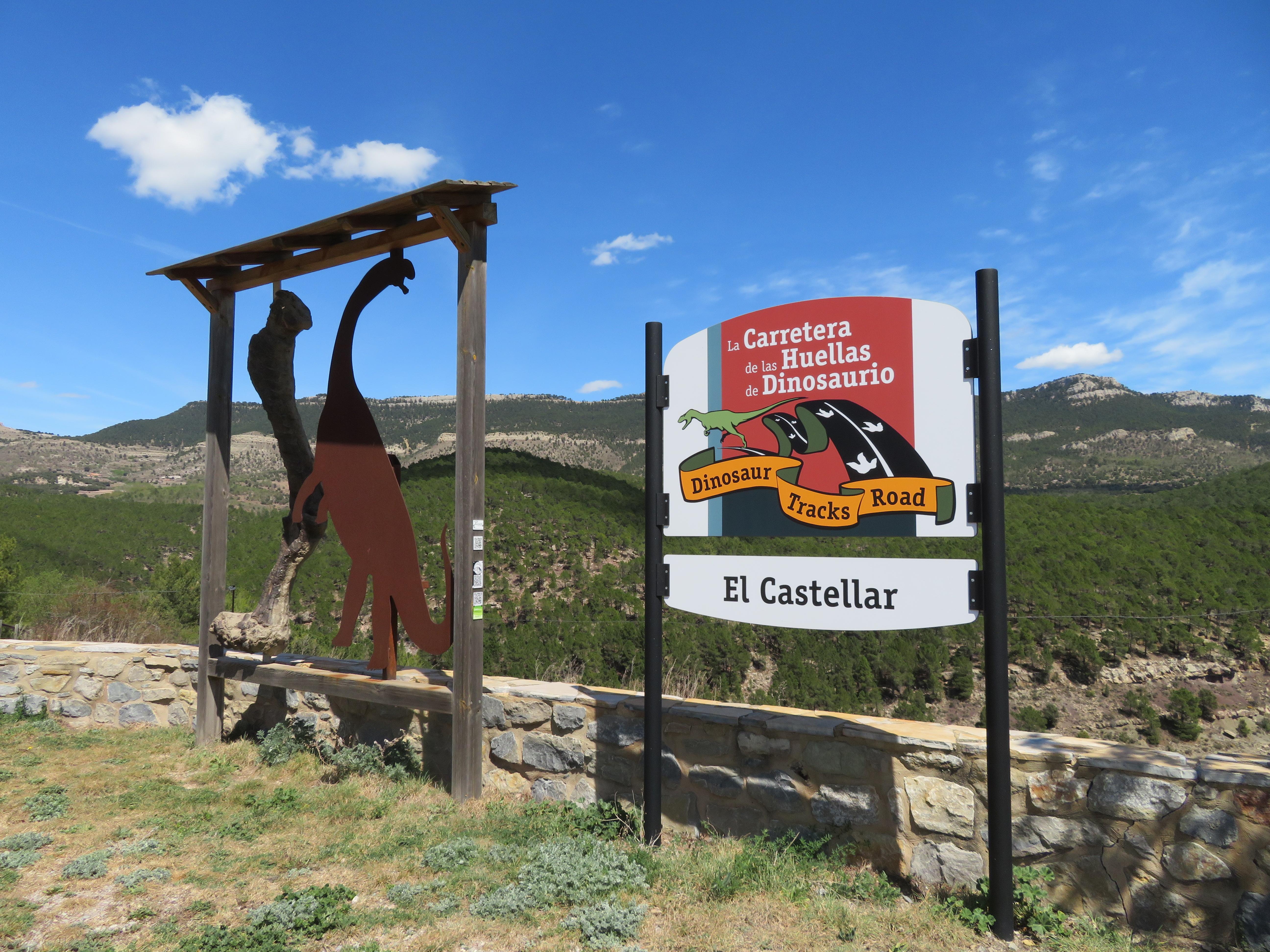
Icnitas del jurásico-cretácico del yacimiento de El Castellar

El Castellar es un municipio de la comarca Gúdar-Javalambre en la provincia de Teruel, comunidad autónoma de Aragón, en el este de España. Tiene una población de 52 habitantes (INE 2018). En su término municipal podemos encontrar el nacimiento del río Mijares.

## Historia
La localidad fue fundada hacia el año 1200, años después de la reconquista de Teruel en 1170. Existe mucha documentación medieval y moderna que da noticias de esta población turolense y de su actividad económica, dedicada especialmente a la agricultura, silvicultura y también a la industria de la lana (hubo bastantes pelaires y tejedores en los siglos XVII y XVIII). Su iglesia llegó a tener varios sacerdotes y entre sus residentes en esos siglos aparecen notarios, maestros, carpinteros, herreros e incluso un cirujano en 1702. En aquella época surgió una familia que alcanzó cierta notoriedad y riqueza: los Dolz del Castellar. 
El Castellar fue SESMA (Grupo de pueblos asociados) de Rubielos de Mora, para pasar más tarde a la vereda de Montalbán, posteriormente dependió de Teruel como corregimiento y finalmente, en 1834 se instituyó como municipio independiente. Hubo en su término 27 masadas habitadas. Durante la Guerra Civil de 1936-1939 estuvo en zona republicana de agosto de 1936 a mayo de 1938. En su término combatieron la 5 División de Navarra (nacionales) y la 96 Brigada Mixta (39 División republicana). 
Entre 1950 y 1970 sufrió un considerable proceso de emigración que lo hizo pasar de 400 habitantes a 120. La mayoría de sus vecinos emigraron a Barcelona y sus alrededores y en menor medida a Valencia y Castellón. Hacia 1925, una joven que se fue a servir a la Ciudad Condal, sacó estos versos:
Adiós Castellar, mi pueblo / las espaldas te voy dando / no sé quién me dejo dentro / que me despido llorando. (Anónimo)
En los últimos años se han descubierto numerosas huellas de dinosaurios, que han dado renombre a la localidad. En 2015 se ha inaugurado un Dinopaseo a cargo de Dinópolis de Teruel.

## Demografía
El Castellar cuenta con una población de 56 habitantes (INE 2024).
| Gráfica de evolución demográfica de El Castellar entre 1842 y 2021                                                  |
| |
| Población de derecho según los censos de población del INE Población de hecho según los censos de población del INE |

## Administración y política
| Período   | Alcalde                 | Partido      |  |
| --------- | ----------------------- | ------------ |  |
| 1979-1983 | Benjamín Jarque Navarro | UCD          |  |
| 1983-1987 |                         |              |  |
| 1987-1991 |                         |              |  |
| 1991-1995 |                         |              |  |
| 1995-1999 |                         |              |  |
| 1999-2003 | Modesto Pérez Guillén   | PP de Aragón |  |
| 2003-2007 | Modesto Pérez Guillén   | PP de Aragón |  |
| 2007-2011 | Modesto Pérez Guillén   | PP de Aragón |  |
| 2011-2015 | Modesto Pérez Guillén   | PP de Aragón |  |
| 2015-2019 | Modesto Pérez Guillén   | PP de Aragón |  |
| 2019-2023 | Modesto Pérez Guillén   | PP de Aragón |  |
| 2023-2027 | Rubén Aceves Martín     | PP de Aragón |  |

| Partido político    | Partido político                                   | 2003   | 2007   | 2011   | 2015   | 2019   | 2023   |
| Partido político    | Partido político                                   | Ediles | Ediles | Ediles | Ediles | Ediles | Ediles |
|                     | Partido Popular de Aragón (PP)                     | 1      | 1      | 2      | 2      | 2      | 2      |
|                     | Partido Aragonés (PAR)                             | —      | —      | 1      | 1      | 1      | 1      |
|                     | Partido de los Socialistas de Aragón (PSOE-Aragón) | —      | —      | —      | —      | —      | —      |
|                     | Teruel Existe (TE)                                 | —      | —      | —      | —      | —      | —      |
| Total de concejales | Total de concejales                                | 1      | 1      | 3      | 3      | 3      | 3      |

## Monumentos

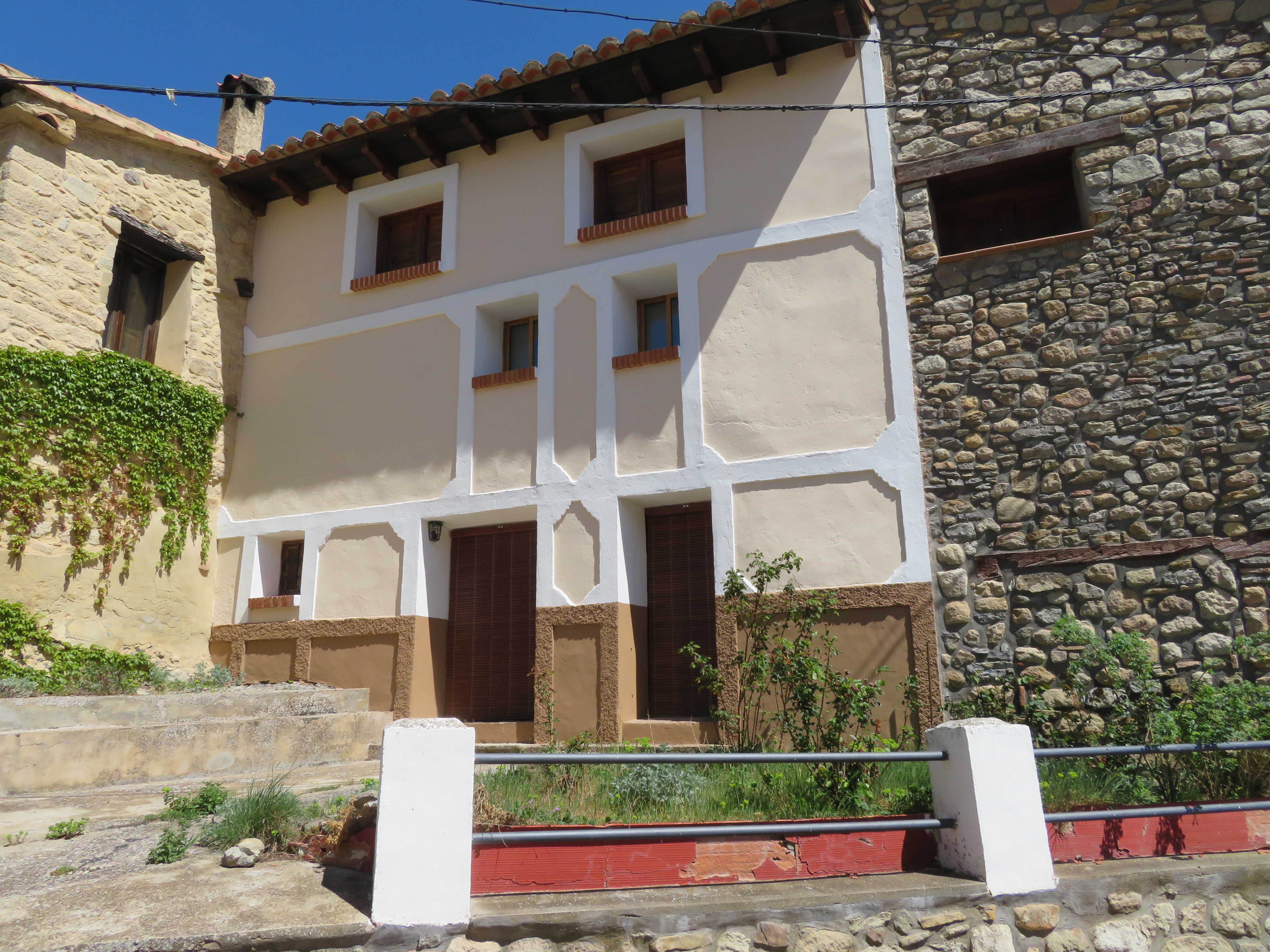
El Castellar

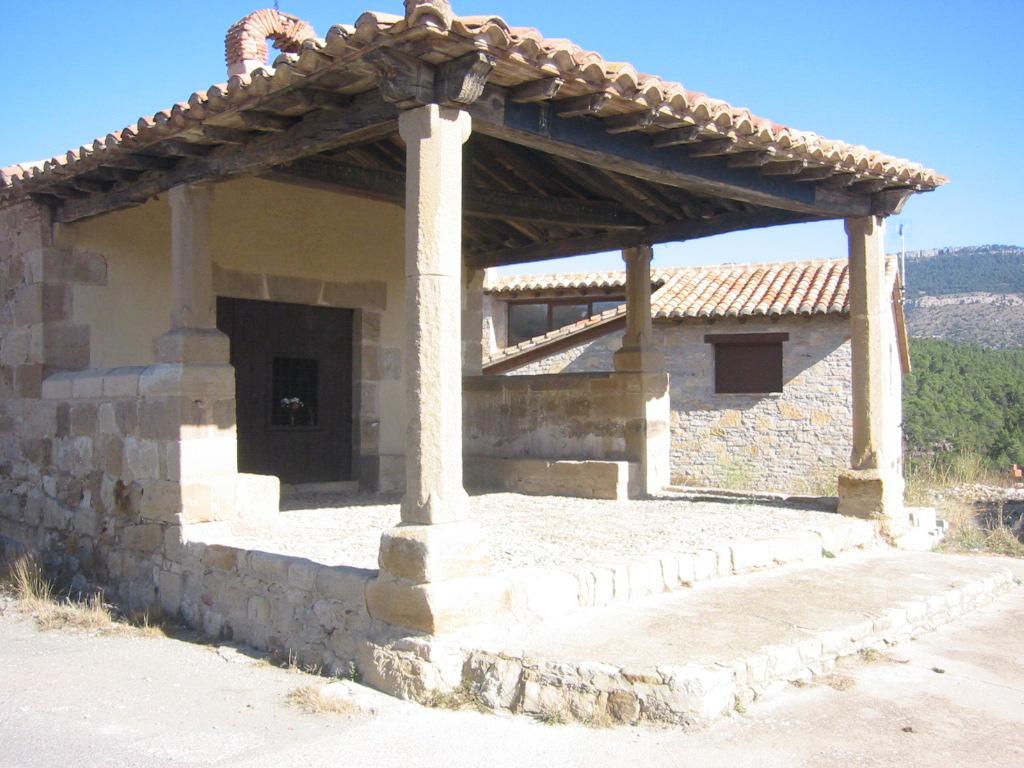
Ermita de Santa Bárbara

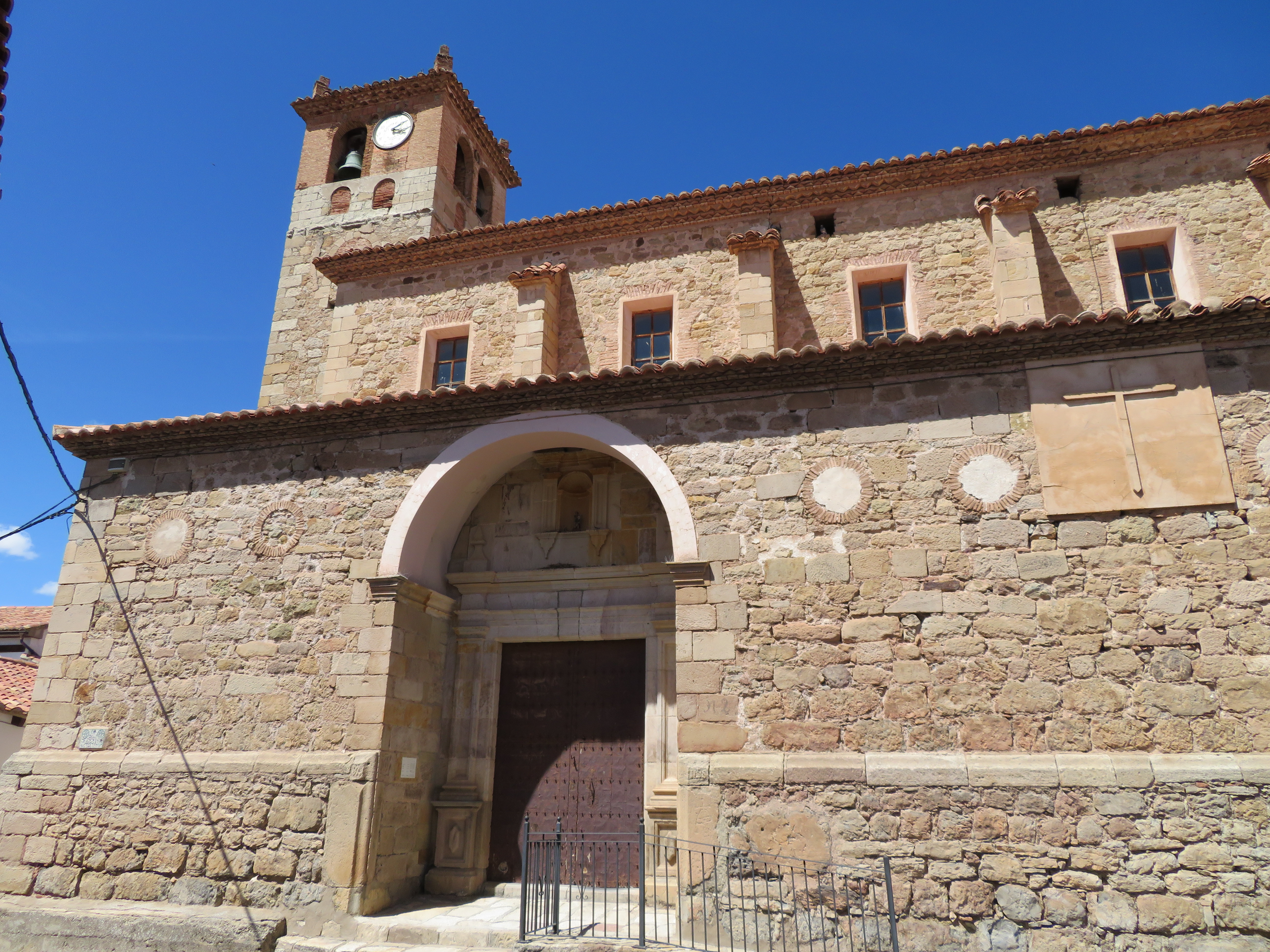
Iglesia parroquial de San Miguel

- Existe un castillo construido en el siglo XII, parcialmente restaurado y reconstruido en la década de 1970 cuando pasó a manos particulares.
- El ayuntamiento, también conocido como Casa del Concejo o del Lugar fue construido a finales del siglo XVI.
- La ermita de Santa Bárbara, del siglo XVII, se halla en el interior de la localidad.
- Iglesia barroca de San Miguel, de finales del siglo XVIII. Consta de tres naves: la central cubierta en bóveda de medio cañón y lunetos, las laterales con bóvedas vaídas. La puerta es de adintelada entre pilastras y entablamiento con hornacina superior.
- En la carretera que une El Castellar con Formiche Alto se encuentra la ermita dedicada a la Virgen del Pilar, del siglo XVII. Véase: Ermita de la Virgen del Pilar (El Castellar)
- Patrimonio natural: montes del Chaparral y la Ginebrosa.

## Fiestas
Una de sus tradiciones más singulares es la fiesta de Danzantes y Embajadas de Moros y Cristianos, que se celebra desde antiguo. Las últimas ediciones realizadas fueron las de 1979, 1990 y 2015. Tiene lugar esta fiesta el 12 de octubre. 
También celebra fiestas el 1 de mayo y el tercer fin de semana de agosto.

## Gastronomía

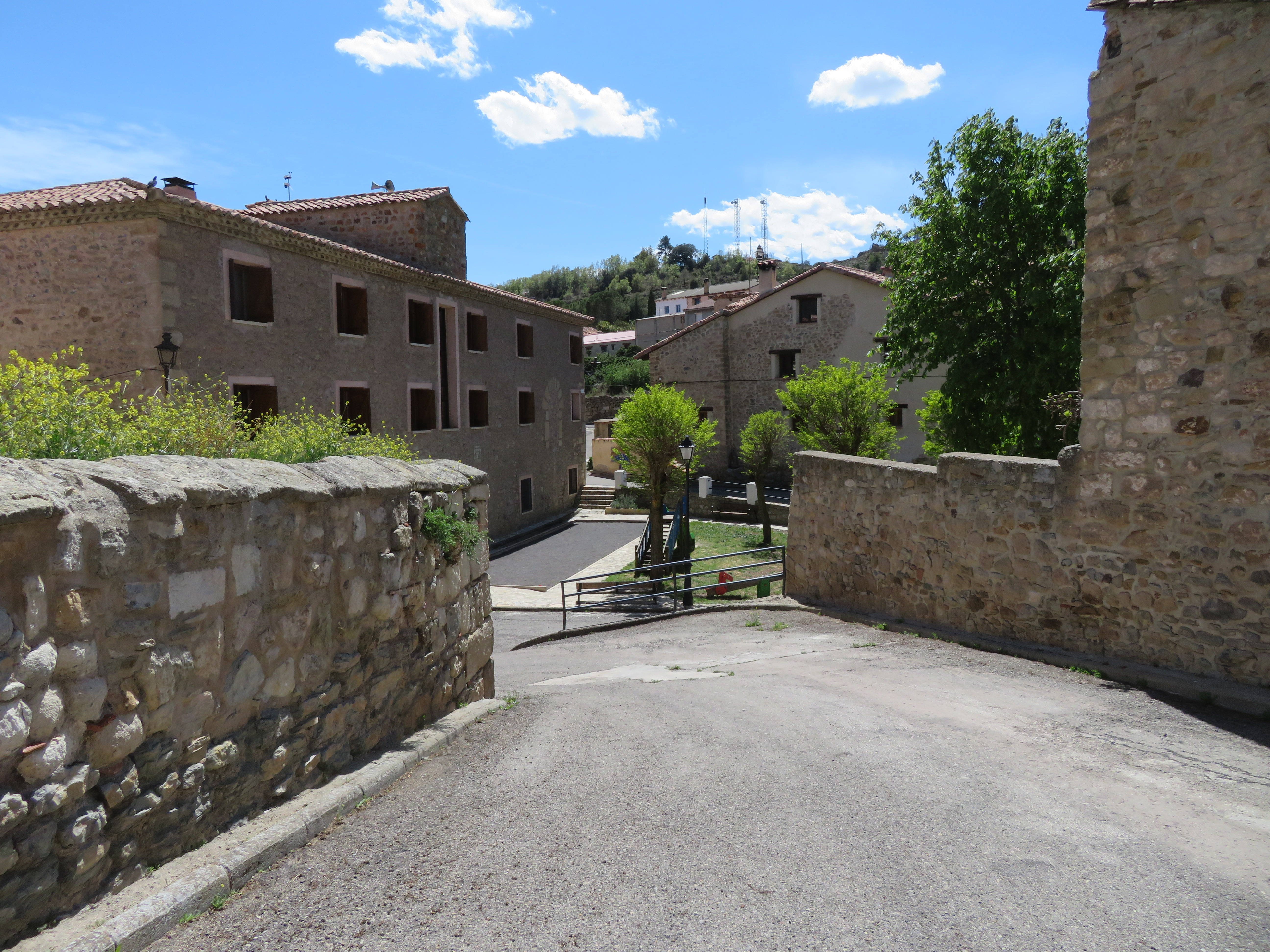
Panorámica urbana de El Castellar, municipio de la comarca Gúdar-Javalambre, Teruel.